# Progresso Associação do Sambizanga
El Progresso Associação do Sambizanga és un club esportiu de la ciutat de Luanda, Angola.
El club va ser fundat el 1975 per la fusió de Juventude Unida do Bairro Alfredo (JUBA), Juventista i Vaza.
Evolució de l'uniforme:
| 2007 | 2014 |

## Palmarès
- Copa angolesa de futbol: [5]
  - 1996

### Futbol femení
- Lliga angolesa de futbol femení: [6][7][8][9]
  - 2005, 2006, 2007, 2008
- Copa angolesa de futbol femení: [6][10][11][12][13][14]
  - 2000, 2001, 2002, 2003, 2004, 2005
- Supercopa angolesa de futbol femení: [15]
  - 2000